# Die beiden Brüder (Bechstein)

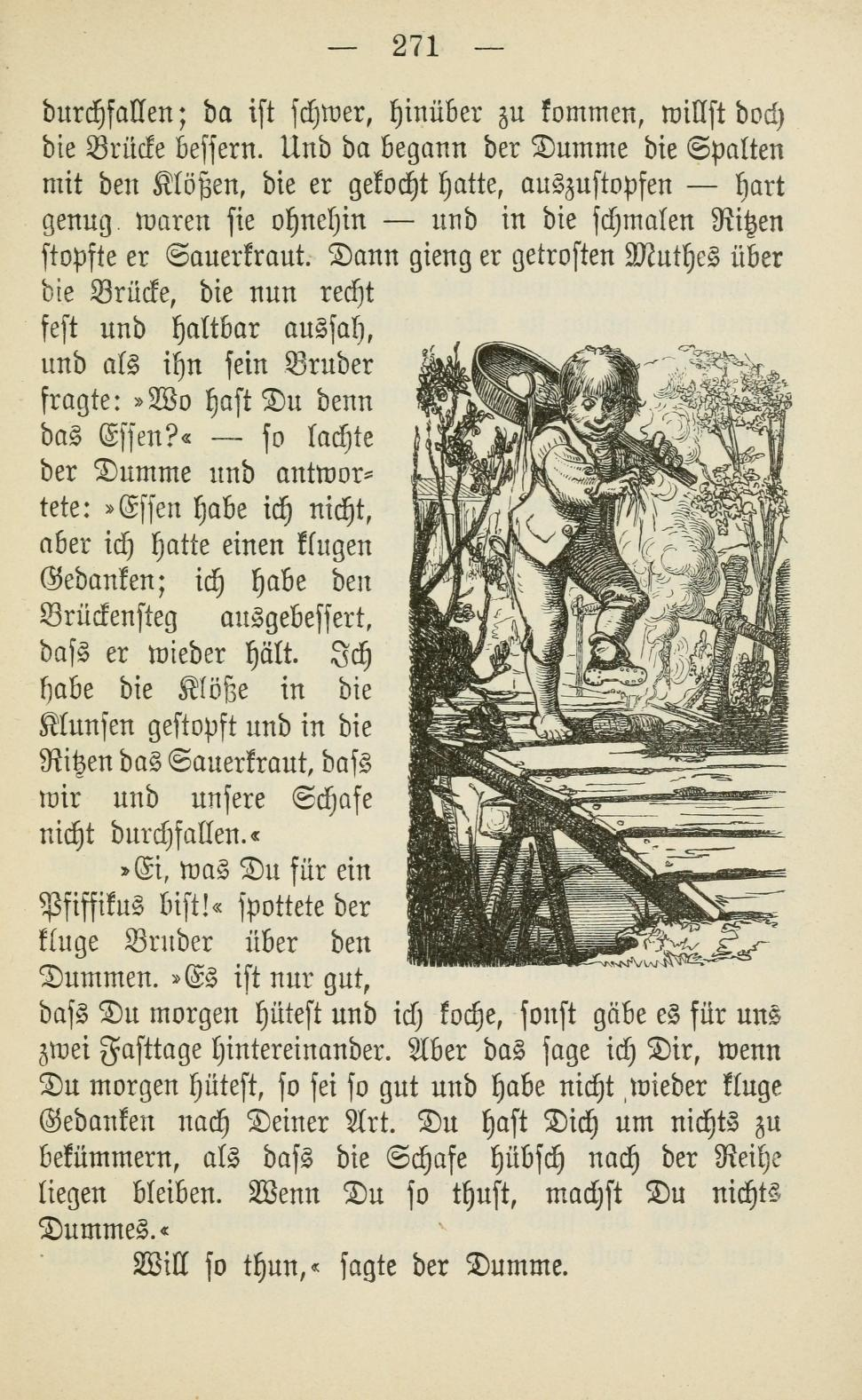
Illustration, 1890

Die beiden Brüder ist ein Schwank (AaTh 1681 B, 1653 B). Er steht in Ludwig Bechsteins Neues deutsches Märchenbuch an Stelle 45.

## Inhalt
Ein kluger und ein dummer Bruder hüten abwechselnd Schafe, der andere kocht und bringt Essen. Der Dumme stopft unterwegs Klöße und Kraut in die Lücken einer Brücke, um sie zu sichern. Der Kluge rät ihm, morgen nur die Schafe nebeneinander liegen zu lassen. Als die nicht wollen, schlägt der Dumme sie tot. Drohender Strafe wegen fliehen beide samt Essenskessel und steigen im Wald auf einen Baum. Unten sitzen zwei Räuber mit Gold und Nüssen. Erst tropft es von oben, dann fallen Brocken, zuletzt der ganze Kessel herab, die Räuber fliehen. Der Dumme nimmt den Sack mit Nüssen und teilt unterwegs mit dem Klugen, der das Gold trägt. Als das zu schwer wird, teilt er auch. Sie kaufen wieder Schafe.

## Bemerkungen
Der Text nutzt volkstümliche Ausdrücke: Der Dumme trägt dem Hüter das Essen „auf die Trift hinaus“, er stopft „Klöße in die Klunsen“. Als die Schafe nicht folgen, wird er „rackrig“, schlägt sie tot, „die Nösser, nun muckt keins mehr.“ Die Räuber meinen, der Himmel stürzt ein: „Da kommt schon eine Pauke!“ (Offb 8,7 ). Als Schlusspointe fügt sich der Kluge dem Dummen – vgl. Bruder Sparer und Bruder Vertuer.
Bechstein notiert: „Nach mündlicher Überlieferung im Saaltale.“ Die Quelle ist laut Hans-Jörg Uther nicht direkt nachzuweisen. Vgl. Grimms Der Frieder und das Katherlieschen, Der gescheite Hans.
Vgl. Basiles Die beiden Brüder, Tolstois Die beiden Brüder und das Gold, Hesses Die beiden Brüder.